# Горбачёв, Сергей Александрович
Сергей Александрович Горбачёв (род. 24 октября 1975, Саратов) — советский и российский хоккеист, нападающий.

## Биография
Воспитанник саратовского «Кристалла». Выступал за команды «Кристалл» (1990/91 — 1992/93, 1997/98 — 1998/99, 2001/02 — 2006/07), «Динамо-2» Москва (1993/94 — 1995/96), «Динамо» Москва (1993/94 — 1994/95), «Торпедо» Ярославль (1996/97), «Нефтехимик» Нижнекамск (1999/2000), «Липецк» (2000/01).
Выступал за юношескую сборную СССР/СНГ, молодёжную сборную России. На драфте НХЛ 1994 года был выбран в 7-м раунде под общим 167-м номером клубом «Сан-Хосе Шаркс».
Чемпион России 1997.
Тренер в школе «Легион» Волгоград (2010—2015).